# Melker Jonsson
Melker Olle Jonsson, född 10 juli 2002, är en svensk fotbollsspelare som spelar för Landskrona BoIS i Superettan. Han är son till den före detta fotbollsspelaren Mattias Jonson.

## Klubblagskarriär
Melker Jonssons moderklubb är IFK Lidingö, vilka han debuterade för i division 2 som 16-åring.

### Djurgårdens IF
Inför säsongen 2019 skrev Jonsson på för Djurgårdens IF, där han inledde med spel i klubbens ungdomslag. Under försäsongen 2020 började Jonsson att träna med klubbens A-lag  och kort efter sin 18-årsdag skrev han i juli 2020 på ett lärlingskontrakt över två och ett halvt år.
Den 1 augusti 2020 fick Jonsson göra sin allsvenska debut. Med en minut kvar av mötet med BK Häcken bytte han av veteranen Haris Radetinac. Debuten kom som något av en överraskning, då Jonsson inte ens hade tagit med sig benskydd och matchtröja till bänken, utan lämnat kvar de uppe på läktaren.  Totalt blev det två allsvenska framträdanden under debutsäsongen, då Djurgårdens IF knep en bronsmedalj i och med sin fjärdeplats. Vid säsongens slut fick han även motta priset som Årets Unicoachback, det vill säga årets främsta försvarare i P19-allsvenskan.

### Landskrona BoIS
Den 16 juni 2022 lånades Jonsson ut till Landskrona BoIS på ett låneavtal över resten av säsongen, med option för köp. Den 26 juli 2022 uttnyttjades köpoptionen och Jonsson skrev på ett kontrakt till 2025.

## Personligt
Melker Jonsson är son till den tidigare fotbollsspelaren Mattias Jonson, som även han representerade Djurgårdens IF. Under den aktiva karriären gjorde hans pappa 57 landskamper, representerade Sverige i VM och EM, vann två SM-guld samt spelade i Premier League.

## Statistik

### Klubblag
| Klubb                                                    | Säsong         | Liga                      | Liga    | Liga | Nationell cup | Nationell cup | Europaspel | Europaspel | Totalt  | Totalt |
| Klubb                                                    | Säsong         | Division                  | Matcher | Mål  | Matcher       | Mål           | Matcher    | Mål        | Matcher | Mål    |
| -------------------------------------------------------- | -------------- | ------------------------- | ------- | ---- | ------------- | ------------- | ---------- | ---------- | ------- | ------ |
| IFK Lidingö                                              | 2018           | Division 2 Norra Svealand | 1       | 0    | 0             | 0             | -          | -          | 1       | 0      |
| IFK Lidingö                                              | Totalt         | Totalt                    | 1       | 0    | 0             | 0             | -          | -          | 1       | 0      |
| Djurgårdens IF                                           | 2020           | Allsvenskan               | 2       | 0    | 0             | 0             | 0          | 0          | 2       | 0      |
| Djurgårdens IF                                           | 2021           | Allsvenskan               | 0       | 0    | 2             | 0             | -          | -          | 2       | 0      |
| Djurgårdens IF                                           | 2022           | Allsvenskan               | 0       | 0    | 0             | 0             | 0          | 0          | 0       | 0      |
| Djurgårdens IF                                           | Totalt         | Totalt                    | 2       | 0    | 2             | 0             | 0          | 0          | 4       | 0      |
| Hela karriären                                           | Hela karriären | Hela karriären            | 3       | 0    | 2             | 0             | 0          | 0          | 5       | 0      |
| Antal matcher och mål är korrekt per den 1 februari 2022 |                |                           |         |      |               |               |            |            |         |        |

### Landslag
| Landslag                                                 | År             | Totalt  | Totalt |
| Landslag                                                 | År             | Matcher | Mål    |
| -------------------------------------------------------- | -------------- | ------- | ------ |
| Sverige U19                                              | 2012           | 2       | 0      |
| Sverige U19                                              | Totalt         | 2       | 0      |
| Hela karriären                                           | Hela karriären | 2       | 0      |
| Antal matcher och mål är korrekt per den 1 februari 2022 |                |         |        |